# Miropotes
Miropotes – rodzaj błonkówek z rodziny męczelkowatych. Gatunkiem typowym jest Miropotes creon.

## Zasięg występowania
Rodzaj znany z Australazji oraz płd. Azji.

## Gatunki
Do rodzaju zaliczanych jest 15 opisanych gatunków:
- Miropotes austini Fernández-Triana & Whitfield, 2014
- Miropotes boothis Austin, 1990
- Miropotes burringbaris Austin, 1990
- Miropotes cadgeis Austin, 1990
- Miropotes chookolis Austin, 1990
- Miropotes creon Nixon, 1965
- Miropotes goobitis Austin, 1990
- Miropotes inexpectatus van Achterberg & Fernandez-Triana, 2017
- Miropotes katois Austin, 1990
- Miropotes kilkulunis Austin, 1990
- Miropotes lordhowensis Fernández-Triana & Whitfield, 2014
- Miropotes neglectus Fernández-Triana & Whitfield, 2014
- Miropotes orientalis Fernández-Triana & van Achterberg, 2014
- Miropotes petiolaris (Szépligeti, 1905)
- Miropotes thuraris Austin, 1990